# Siphiwe Tshabalala
Pour les articles homonymes, voir Tshabalala.
Lawrence Siphiwe Tshabalala est un footballeur sud-africain né le 25 septembre 1984 à Soweto. Il joue au poste d'ailier gauche.

## Biographie
Il a participé à la Coupe d'Afrique des nations 2006 puis à la Coupe d'Afrique des nations 2008 avec l'équipe d'Afrique du Sud.
Il possède 88 sélections et 12 buts en équipe nationale depuis l'année 2006.
Le 11 juin 2010, il marque le premier but de la Coupe du monde 2010 dans son pays à la 55e minute du match Afrique du Sud - Mexique, et devient ainsi le premier buteur d'une Coupe du monde sur le continent africain.

## Carrière
- 2003-2004 : Alexandra United ( Afrique du Sud)
- 2004-déc. 2006 : Free State Stars ( Afrique du Sud)
- jan. 2007-2018 : Kaizer Chiefs ( Afrique du Sud)
- 2018-2019 : BB Erzurumspor ( Turquie)
- 2020-2021 : AmaZulu FC ( Afrique du Sud)

## Palmarès
- Championnat d'Afrique du Sud en 2013 et 2015